# Adapsona commoni
Adapsona commoni är en tvåvingeart som beskrevs av Paramonov 1958. Adapsona commoni ingår i släktet Adapsona och familjen Pyrgotidae. Inga underarter finns listade i Catalogue of Life.